# Liste der Baudenkmäler in Flingern-Nord
Die Liste der Baudenkmäler in Flingern-Nord enthält die denkmalgeschützten Bauwerke auf dem Gebiet von Düsseldorf-Flingern Nord, Stadtbezirk 2, in Nordrhein-Westfalen. Diese Baudenkmäler sind in der Denkmalliste der Stadt Düsseldorf eingetragen; Grundlage für die Aufnahme ist das Denkmalschutzgesetz Nordrhein-Westfalen (DSchG NRW).

## Baudenkmäler
| Bild               | Bezeichnung                                       | Lage                                                                                               | Beschreibung | Bauzeit      | Eingetragen seit   | Denkmal- nummer |
| ------------------ | ------------------------------------------------- | -------------------------------------------------------------------------------------------------- | --- | ------------ | ------------------ | --------------- |
| weitere Bilder     | Liebfrauenkirche                                  | Ackerstraße 209a Karte                                                                             | | 1890–1892    | 4. Januar 1984     | A 497           |
| weitere Bilder     |                                                   | Beethovenstraße 16 Karte                                                                           | Architekt: Liborius Helbig | 1934         | 27. April 1983     | A 347           |
| weitere Bilder     | Stadthaus Maria Fremerey                          | Beethovenstraße 21 Karte                                                                           | Architekt: Carl Wilhelm Schleicher | 1905–1906    | 5. April 1983      | A 328           |
| weitere Bilder     |                                                   | Birkenstraße 115, 117, 119 Karte                                                                   | Architekt: Fritz Hofmeister | 1902         | 16. August 2000    | A 1487          |
| weitere Bilder     | Siedlung Hellweg (Flinger Broich)                 | Bruchstraße 121–125, Dieselstraße 80–86, Hellweg 29–59/36–92 mit Straßenraum und Grünflächen Karte | Wohn- und Siedlungsbauten der 1920er Jahre. Architekt Fritz Hofmeister (Gesamtplanung); weitere Architekten: Hanns Bökels & Otto Biskaborn, Wilhelm Ernst, Carl Krieger, Fritz Leykauf, Hermann Schagen, Hans Spiegel, Gustav Utermann, Eduard Lyonel Wehner. Bauherr war die Bürohausgesellschaft m.b.H. Düsseldorf. Birgit Gropp (Kunsthistorikerin): „Unter den Bezeichnungen „Kleinstwohnungen Siedlung Flingerbroich“ und „Städtische Kleinwohnungen Flingerbroich“ entstand die Siedlung in zwei Etappen zwischen 1929 und 1931. Das Konzept für die Häuser der ersten Planungsphase stammt von Fritz Hofmeister, der acht viereinhalbgeschossige Blöcke parallel zum Hellweg aneinanderreihte. Seine Nähe zum expressionistischen Bauen verrät neben dem Einsatz von Klinker und Putz zur Differenzierung der Fassaden noch der parziell ausgeführte Plan, die Gebäudeecken an den Kreuzungspunkten von Hellweg und Bruchstraße beziehungsweise Ronsdorfer Straße (heute Dieselstraße) platzartig aufzuweiten. Wie am Hellweg 88 sollten die Gebäudeecken sägezahnartig zurückspringen. Im Übrigen ist bereits der erste Bauabschnitt von einer starken Tendenz zur Standardisierung geprägt. Die 520 Wohnungen waren haustechnisch zwar nicht innovativ, aber auf einem zeitgemäßen Stand. Die unterschiedlichen Wohnungszuschnitte sind den Straßenfassaden nicht anzusehen. In strengster Symmetrie werden die drei Fenstertypen variiert, mit denen die gesamte Anlage auskommt. Es ergeben sich serielle Fassadenbilder, die auf der Straßenseite durch die Treppenhäuser mit ihren hervorgehobenen Eingängen vergleichsweise stark rhythmisiert sind, sich auf der Rückseite aber auf das Prinzip der Lochfassade zubewegen. Diese wird noch im selben Wohnungsbauprogramm realisiert: In der zweiten Phase des Siedlungsprojektes ab 1930 wurden die Blöcke am Hellweg durch nord-südlich ausgerichtete, wie in der Karlsruher Dammerstock-Siedlung kammartig angeordnete Zeilen zwischen Benzstraße und Ronsdorfer Straße ergänzt. Die auf dem grünen Rasen stehenden, flach gedeckten, dreieinhalbgeschossigen Kuben begnügen sich mit weiter vereinheitlichten Fensterformaten auf schmucklosen Fassaden. Auf backsteingerahmte Eingangstüren und vorspringende Treppenhausrisalite wurde allerdings auch hier nicht verzichtet.“ | 1929–1931    | 16. Januar 2018    | A 1673          |
| weitere Bilder     |                                                   | Degerstraße 21 Karte                                                                               | Bauunternehmer: Johann Schwerbrock | 1897–1898    | 19. Juni 1985      | A 904           |
| weitere Bilder     |                                                   | Degerstraße 23 Karte                                                                               | Bauunternehmer: Johann Schwerbrock | 1894–1895    | 27. November 1985  | A 954           |
| weitere Bilder     |                                                   | Degerstraße 25 Karte                                                                               | Bauunternehmer: Johann Schwerbrock | 1893         | 17. Dezember 1985  | A 958           |
| weitere Bilder     |                                                   | Degerstraße 27 Karte                                                                               | Bauunternehmer: Johann Schwerbrock | 1892         | 17. Dezember 1985  | A 959           |
| weitere Bilder     | Häuserblock Degerstraße 73-77 Ecke Flurstraße 4-6 | Degerstraße 73–77, Flurstraße 4–6 Karte                                                            | Wohn- und Siedlungsbau des Übergangsstils (Werkbund), Architekt: Hermann Goerke | 1920         | 9. Januar 2017     | A 1664          |
| Dorotheenstraße 38 | Dorotheenstraße 38                                | Dorotheenstraße 38 Karte                                                                           | Architekt: Heinrich Pulver | 1911         | 1. Oktober 1982    | A 246           |
| weitere Bilder     |                                                   | Dorotheenstraße 40 Karte                                                                           | Architekt: Heinrich Pulver | 1911–1912    | 4. Januar 1983     | A 299           |
| weitere Bilder     | Eulerhof                                          | Dorotheenstraße 42–60, Degerstraße 47–55, Lindenstraße 185–197 Karte                               | Wohnanlage in Blockrandbebauung | 1925–1926    | 7. April 1983      | A 334           |
| weitere Bilder     |                                                   | Dorotheenstraße 73, Birkenstraße 130 Karte                                                         | Architekt: Walther Fromann | 1902–1903    | 5. Mai 1983        | A 353           |
| weitere Bilder     |                                                   | Engerstraße 8, 10 Karte                                                                            | Architekt: Julius Stobbe | 1922–1923    | 13. September 1984 | A 708           |
| weitere Bilder     | Frauenklinik                                      | Flurstraße 14 Karte                                                                                | Architekt: Ernst Roeting; Bauschmuck: Kinderskulpturen und Reliefs Hermann Nolte | 1908–1910    | 11. Februar 1986   | A 965           |
| weitere Bilder     | Kloster                                           | Flurstraße 57 Karte                                                                                | Baumeister: Heinrich Florack (Ausführung) | 1890         | 6. Juni 1988       | A 1122          |
| weitere Bilder     | Wohn- und Geschäftshaus                           | Hoffeldstraße 46 Karte                                                                             | Das Jugendstilgebäude des Architekten Max Gorris und der Hofflügel (ohne die weiter angebauten Teile) wurde auf Grund des sehr guten Erhaltungszustandes, insbesondere der vielfältig erhaltenen Innenausstattung, als Zeugnis für das Bauverständnis um 1900 von der Denkmalbehörde gewertet. Ursprünglich wurden die Hofgebäude als Wäscherei genutzt. Diese zeugen von einer Zeit, in der Dienstleistungsunternehmen und Handwerksbetriebe in Flingern-Nord durch den Zuzug der Mittelschicht einen Aufschwung erlebten. | 1906–1907    | 4. November 2015   | A 1651          |
| weitere Bilder     |                                                   | Grafenberger Allee 231 Karte                                                                       | Architekt: Paul Lenz | 1928–1931    | 15. Juli 1996      | A 1395          |
| weitere Bilder     |                                                   | Grafenberger Allee 233 Karte                                                                       | Architekt: Paul Lenz | 1928–1931    | 5. August 1996     | A 1398          |
| weitere Bilder     |                                                   | Grafenberger Allee 241 Karte                                                                       | Bauausführung: Schroer & Weinberg o.H.G. (Architekt Heinrich Schroer, Düsseldorf und Kaufmann Wilhelm Weinberg, Essen) | 1927–1928    | 14. Dezember 1996  | A 813           |
| weitere Bilder     |                                                   | Grafenberger Allee 249 Karte                                                                       | Bauausführung: Schroer & Weinberg o.H.G. | 1927–1928    | 5. September 1996  | A 1401          |
| weitere Bilder     | Haus Zoppenbrück                                  | Grafenberger Allee 343 Karte                                                                       | Um die Mitte des 19. Jahrhunderts stand im Bereich von der Düsselbrücke bei Zoppenbrück (heute Haus Zoppenbrück) nach Grafenberg führend (heute Staufenplatz) kein einziges Gebäude. Schon 1840 hatte Adalbert von der Recke-Volmerstein „Gut Zoppenbrück“ gekauft. Als 1854 in der von Recke-Volmerstein gegründeten Rettungsanstalt Düsseltal für Waisenkinder die Zahl der Pfleglinge bereits auf 254 gestiegen war, wurde auf Zoppenbrück eine Nebenanstalt, die „Anstalt Zoppenbrück“, gegründet. 1847 beendete Recke-Volmerstein sein Wirken in Düsselthal, ein Kuratorium übernahm die Oberleitung und berief den Pädagogen Christian Friedrich Georgi (1801–1862) zum Inspektor für die Anstalt. Ab 1856 stand den wenigen evangelischen Bewohnern Flingerns ein Betsaal im Haus Zoppenbrück zur Verfügung. 1863 übernahm Pfarrer Wilhelm Imhaeusser die Leitung der Anstalt, unter dessen Obhut etwa 270 Kinder sowie 90 Lehrlinge und Dienstmädchen standen. | 18., 19. Jh. | 23. Februar 1984   | A 547           |
| weitere Bilder     |                                                   | Lichtstraße 15, Engerstraße 21 Karte                                                               | Architekten: Peter Bornheim und Bernhard Rogge | 1927–1928    | 2. August 1984     | A 686           |
| weitere Bilder     | Lindenschule                                      | Lindenstraße 100 Karte                                                                             | Heute „Städtische Montessori-Grundschule Lindenstraße“ | 1906–1908    | 23. Februar 1984   | A 549           |
| weitere Bilder     | Städtische Kindertageseinrichtung                 | Lindenstraße 128–130 Karte                                                                         | Die ehemalige Volksschule mit Rektorwohnhaus wurde unter Baurat Johannes Radke errichtet. In dem Schulhaus war eine Badeanstalt integriert, welche 1907 in Benutzung genommen wurde. Die Volksbadeanstalt am Hermannplatz gab den Volksschulkindern der Schulen an der Acker-, Flur-, Lindenstraße (Nr. 100) und Hermannplatz (heute Montessori-Hauptschule, Lindenstraße 140) die Gelegenheit, unentgeltlich ein Wannen- und Brausebad zu nehmen. Auf die Badeanstalt weist ein 6 Meter × 1,20 Meter großes Sandsteinrelief an der Fassade hin. Am Schaugiebel befinden sich, von Ziegeln umrahmt, große Fische und über den Fenstern im Erdgeschoss Motive mit Wassertieren. Als Bildhauer des Werks wird Adolf Simatschek vermutet, der auch den bauplastischen Schmuck des Stahlhofes, des Luisen-Gymnasiums und der Kapelle auf dem Südfriedhof schuf. | 1905         | 23. Februar 1984   | A 550           |
| Wohnhaus           | Wohnhaus                                          | Lindenstraße 235 Karte                                                                             | Architekt: Victor Wolff (* 1872) | 1907         | 20. August 1998    | A 1444          |
| Wohnhaus           | Wohnhaus                                          | Lindenstraße 237 Karte                                                                             | Architekt: Victor Wolff (* 1872) | 1907         | 20. August 1998    | A 1444          |
| weitere Bilder     | Wegkreuz an Nr. 216                               | Lindenstraße Karte                                                                                 | | 1906         | 12. August 1986    | A 991           |
| weitere Bilder     |                                                   | Mendelssohnstraße 28 Karte                                                                         | | 1892–1893    | 27. Juli 1983      | A 398           |
| weitere Bilder     |                                                   | Mendelssohnstraße 30 Karte                                                                         | | 1892         | 23. Februar 1982   | A 56            |
| weitere Bilder     |                                                   | Mendelssohnstraße 32 Karte                                                                         | | 1892         | 3. September 1987  | A 1067          |
| weitere Bilder     | Ehem. Fabrik Hohenzollern                         | Neumannstraße 4, 6 Karte                                                                           | | 1892 ff.     | 25. Dezember 1991  | A 1233          |
| Wetterstraße 7     | Wetterstraße 7                                    | Wetterstraße 7 Karte                                                                               | | 1904         | 23. Dezember 1982  | A 298           |